# Fritz Rehbock
Friedrich Georg Johannes „Fritz“ Rehbock (Hannover, 16 de julho de 1896 – 24 de março de 1989) foi um matemático alemão, que trabalhou principalmente com geometria descritiva.
Rehbock estudou a partir de 1916/1917 (interrompido na Primeira Guerra Mundial) e de 1919 a 1925 na Universidade de Berlim, onde obteve em 1926 um doutorado, orientado por Richard von Mises, com a tese Die linearen Punkt-, Ebenen- und Strahlabbildungen der darstellenden Geometrie.

## Obras
- Darstellende Geometrie, Grundlehren der mathematischen Wissenschaften 92, Springer 1957, 3ª Edição 1969
- Geometrische Perspektive, Springer 1978, 2ª Edição 1980